# 尤利娅·卡塔琳娜 (安哈尔特)
尤利娅·卡塔琳娜（德語：Julia Katharina，1980年12月14日—），出生于慕尼黑。安哈尔特公爵继承人，安哈尔特女王储。是安哈尔特公爵爱德华的长女。

## 婚姻与子女
2008年7月12日，尤利娅·卡塔琳娜公主与马克·伯纳斯先生结婚，有一子：
- 长子尤里乌斯·马克西姆·拉斯洛（Julius Maxime Laszlo，2010年12月21日 - ），安哈尔特王子（Prinz von Anhalt）。[2][1][3]